# Ruben Gallego
Rubén Marinelarena Gallego (Chicago, 20 de noviembre de 1979) es un político y exmilitar estadounidense que se desempeña como senador de los Estados Unidos por Arizona desde 2025. Anteriormente fue miembro de la Cámara de Representantes por el 3.er distrito congresional de Arizona de 2015 a 2025. Es miembro del Partido Demócrata.
Como miembro de la Marina de los Estados Unidos, estuvo desplegado como cabo de la Reserva del Cuerpo de Marines durante la guerra de Irak. Después, se desempeñó como miembro de la Cámara de Representantes de Arizona y se desempeñó como asistente del líder de la minoría desde 2012 hasta que renunció para postularse para el Congreso. Gallego fue elegido al Congreso en 2014. Su distrito incluye la mayor parte del sur, el oeste y el centro de Phoenix, junto con una parte de Glendale. Se desempeñó como presidente nacional de la campaña presidencial 2020 de Eric Swalwell.

## Primeros años y educación
Gallego nació en Chicago, y es estadounidense de primera generación, de madre colombiana y padre mexicano.
Junto con sus tres hermanas, fue criado por una madre soltera. La familia finalmente se mudó a Evergreen Park, Illinois, y él se graduó de la escuela secundaria comunitaria Evergreen Park.
Gallego asistió a la Universidad de Harvard, donde se convirtió en miembro de Sigma Chi, y obtuvo una licenciatura en relaciones internacionales.

## Carrera profesional
Después de la universidad, Gallego se unió a la Marina. Después de completar el entrenamiento de la Escuela de Infantería (SOI), se desplegó en Irak con la Compañía Lima, 3er Batallón, 25º Regimiento de la Infantería de Marina. El 3/25 perdió 46 infantes de marina y dos miembros del cuerpo de la Armada entre enero de 2005 y enero de 2006. El mejor amigo de Gallego murió durante las operaciones de combate en Irak.
El deseo de Gallego de ayudar a sus compañeros veteranos de combate lo motivó a involucrarse en la política. En 2009, se desempeñó como Jefe de Gabinete del Concejal de la Ciudad de Phoenix del Distrito 7, Michael Nowakowski, antes de ser elegido vicepresidente del Partido Demócrata de Arizona. Al año siguiente, fue elegido para la Cámara del Estado de Arizona, en representación del Distrito 16 de Arizona.
En 2011, The Arizona Republic nombró a Gallego un distinguido legislador novato. Su primer proyecto de ley exitoso otorgó el estado de matrícula estatal a los veteranos que residen en Arizona. Gallego apoya la derogación de la Ley Arizona SB1070. Considera que la educación es la prioridad a largo plazo más importante de Arizona. En 2012, Gallego fue elegido asistente del líder de la minoría.
Gallego fundó el grupo Citizens for Professional Law Enforcement con el objetivo de destituir al alguacil del condado de Maricopa, Joe Arpaio, citando las políticas de inmigración ilegal de Arpaio y su uso del dinero de los contribuyentes para investigar la ciudadanía de Barack Obama.

## Congresista
El 27 de febrero de 2014, Gallego anunció su candidatura a la Cámara de Representantes por el  7.º distrito congresional de Arizona. Aunque no estaba obligado a renunciar a su escaño bajo las leyes de Arizona de renunciar a postularse (ya que estaba en el último año de su mandato en la Cámara estatal), Gallego renunció a la Cámara de Arizona en marzo de 2014.
Gallego ganó una primaria demócrata de cinco candidatos, la verdadera contienda en este distrito de mayoría latina y fuertemente demócrata, con el 48,9% de los votos. Ganó las elecciones generales con el 74% de los votos. Ha sido reelegido tres veces, nunca cayendo por debajo del 70% de los votos. Se enfrentó solo a un candidato verde en 2018 y derrotó a los retadores republicanos en 2016 y 2020. Considerado un político progresista, varias organizaciones de izquierda alentaron a Gallego a postularse para el Senado de los Estados Unidos en las elecciones de 2024 contra la titular Kyrsten Sinema.

## Posiciones políticas
Gallego apoya la legalización total de la marihuana. Apoya la legislación de límites máximos y comercio, los impuestos al carbono y el aumento de los fondos para energía renovable y limpia.
Gallego se opuso a la revocación de 2022 de Roe v. Wade, describiendo la decisión como "hacer retroceder los derechos de las mujeres".
Gallego se opuso a la construcción de la mina Rosemont en Arizona, diciendo que tendría un impacto ambiental "devastador". Ha patrocinado esfuerzos para exigir a los operadores de sistemas públicos de agua que informen cuando se encuentra plomo en el agua. Apoya los programas de recompra de armas. También apoya Obamacare y se opuso a su intento de derogación.
Gallego apoyó los esfuerzos para derogar Don't Ask, Don't Tell. Se opone a los esfuerzos para deportar a los inmigrantes indocumentados mientras esperan ser elegibles para la ciudadanía. Ha copatrocinado esfuerzos para exigir abogados para niños que corren el riesgo de ser deportados.
Gallego se opone a la privatización de la Seguridad Social. También se opone a permitir que las personas depositen los impuestos del Seguro Social en cuentas personales de jubilación. Hasta octubre de 2021, Gallego había votado de acuerdo con la posición declarada de Joe Biden el 100 % de las veces.

## Vida personal
El 7 de agosto de 2008, Gallego cambió su nombre de Ruben Marinelarena a Ruben Marinelarena Gallego en honor a su madre, Elisa Gallego, quien lo crio sola a él y a sus tres hermanos después de que su padre abandonara a la familia en su infancia.
Gallego estaba casado con Kate Widland Gallego, quien luego fue elegida alcaldesa de Phoenix. Se divorciaron en 2017, justo antes del nacimiento de su hijo. Se comprometió con Sydney Barron en el 2020 y se casaron en el 2021.
Gallego forma parte de la junta de la Liga de Ciudadanos del Valle y de la Junta Asesora Comunitaria del Presidente de South Mountain Community College.
Gallego sirvió en la Compañía Lima de Marines, la unidad más afectada de la Guerra de Irak. Escribió They Called Us "Lucky": The Life and Afterlife of the Iraq War's Hardest Hit Unit, publicado en 2021.